# Baile Chuinn Chétchathaig
Baile Chuind Chétchathaig ("La Visión de Conn de las Cien Batallas") es una lista escrita en irlandés antiguo de Reyes de Tara o Reyes Supremos de Irlanda que sobrevive en dos manuscritos del siglo XVI, 23 N 10 y Egerton 88.  Es la más antigua lista de reyes, datando probablemente del año 700 d. C. El posterior Baile In Scáil está estrechamente relacionado con ella.

## Fecha
Baile Chuind Chétchathaig fue editada por primera vez por Rudolf Thurneysen, que lo dató en torno año 700 y lo creía incluido en el desaparecido manuscrito Cín Dromma Snechtai. Thurneysen revisó esta opinión con posterioridad basándose en el contenido del poema, y suponiendo que el "Glúnshalach" del poema se refería al rey del siglo X Niall Glúndub. Escritores y editores posteriores se han inclinado por la primera estimación de Thurneysen, considerando que el trabajo había sido iniciado en vida de Fínsnechta Fledach (m. 695).
En estudios recientes Edel Bhreathnach ha sugerido que la forma actual del poema puede ser un poco posterior. Mientras los reyes que sucedieron a Fínsnechta eran interpretados anteriormente como reyes futuros imaginados, Bhreathnach sugiere que estos son de hecho figuras históricas del primer tercio del siglo VIII disfrazados por kennings. Si esto fuera correcto, el poema, tomado en su totalidad, dataría de 720 o habría sido revisado en esa época.